# 倉田澄子 (チェリスト)
倉田 澄子（くらた すみこ）は、日本のチェロ奏者。現在桐朋学園大学名誉教授。父はチェロ奏者の倉田高。作曲家尾高惇忠・指揮者尾高忠明の兄弟は母方の従弟、女優・演出家の長岡輝子は母方の伯母に当たる。

## 略歴
チェロを堤清・斉藤秀雄に師事する。桐朋学園高等学校在学中に日本音楽コンクールで入賞、その後桐朋学園大学に進学し、同大学在学中にパリ国立高等音楽院へフランス政府給費生として留学し、ポール・トルトゥリエの指導を受け、チェロ科・室内楽科を首席で卒業した。
1982年の日中国交回復10周年記念の際、中国から招待され瀋陽音楽学院で2年間教鞭を取った。2005年5月17日には、神戸国際会議場メインホールで開催されたインターナショナル チェロ コングレス イン 神戸 2005「グランドコンサート I」に、松下修也、フィリップ・ミュレール、斎藤建寛、アルト・ノラス、山崎伸子、チョン・キョンファらと共に参加した。2006年にソロ・リサイタルを実施、クールシュベール国際音楽アカデミー、モンペリエ国際音楽院などからも講師として招かれた。

## CD
- フォーレ チェロ・ソナタ第1番・第2番（藤井一興（ピアノ） フォンテック FOCD-3130 ASIN: B00005EZUO）
- 高田三郎 室内楽選 （高田江里（ピアノ）他 フォンテック FOCD-3258）
- フランスへの想い（野平一郎（ピアノ） フォンテック FOCD-3503 ASIN: B0000D8RPI）
- 夢のあとに〜チェロ愛奏曲集（尾高惇忠（ピアノ） フォンテック FOCD-3305 ASIN: B00005EZXV）

## DVD
- チェロ講座 「基礎編」（上・下編2枚組 CGVちもと/ヤマハミュージックトレーディング CGVD-1001 ASIN: B000TENJH8）
- チェロ講座 II 倉田澄子マスタークラス（2枚組 CGVちもと/レッスンの友社 CGVD-1009 ASIN: B000TENJI2）
- チェロ愛奏曲集「レッスン」（2枚組 CGVちもと/レッスンの友社 ASIN: B000TENJIC）
- チェロ講座 Q&A（CGVちもと/ヤマハミュージックトレーディング CGVD-1014 ASIN: B002BW6N92）

## 書籍
- ポール・トルトゥリエ『現代チェロ奏法 私の演奏法・教授法』（訳 全音楽譜出版社 ISBN 978-4113360107）